# 陳継
陳 継（ちん けい、1370年 - 1434年）は、明代の学者。字は嗣初、号は怡庵。本貫は蘇州呉県。

## 生涯
陳汝言と呉氏のあいだの子として生まれた。生後10カ月で父が刑死し、数万巻の書が残された。母の呉氏が機織り仕事をしながら、それらの書を読み聞かせた。陳継は成長すると、経学に精通するようになり、陳五経と称された。府や県がたびたび推薦したが、母が老齢であることを理由に官に就かなかった。母が死去すると、陳継は哀毀すること人並みではなかった。永楽年間、孝行により推挙され、その母は貞節と顕彰された。1424年（永楽22年）、洪熙帝が即位し、弘文閣が開かれると、陳継は楊士奇の推挙により召し出されて、国子博士となった。ほどなく翰林院五経博士に転じ、弘文閣に宿直した。1430年（宣徳5年）5月、翰林院検討となった。1432年（宣徳7年）5月、老病のため致仕し、帰郷した。1434年（宣徳9年）、死去した。享年は65。著書に『怡庵集』20巻があった。

## 子女
- 陳宗
- 陳寛
- 陳宏
- 陳宣
- 陳完
- 陳氏（謝璜にとついだ）